# Samsung Galaxy Tab 4 10.1
Samsung Galaxy Tab 4 10.1 là máy tính bảng 10.1-inch chạy hệ điều hành Android công bố bởi Samsung Electronics. Nó thuộc thế hệ thứ tư của dòng Samsung Galaxy Tab, bao gồm phiên bản 7-inch và 8-inch, Galaxy Tab 4 7.0 và Galaxy Tab 4 8.0. Nó được công bố vào 1 tháng 4 năm 2014, và phát hành vào ngày 1 tháng 5 năm 2014 cùng với Samsung Galaxy Tab 4 8.0.

## Lịch sử
Galaxy Tab 4 10.1 được công bố vào ngày 1 tháng 4 năm 2014, cùng với Galaxy Tab 4 7.0 và Galaxy Tab 4 8.0.

## Tính năng
Galaxy Tab 4 10.1 sẽ phát hành với Android 4.4.2 Kit Kat. Samsung tùy biến giao diện người dùng với TouchWiz UX. Cũng như ứng dụng từ Google, bao gồm Google Play, Gmail và YouTube, nó cho phép truy cập trực tiếp vào ứng dụng Samsung như ChatON, S Suggest, S Voice, S Translator, S Planner, Smart Remote (Peel), Smart Stay, Multi-Window, Group Play, và All Share Play.
Galaxy Tab 4 10.1 chỉ công bố phiên bản WiFi, biến thể 3G và 4G/LTE không được nhắc đến. Bộ nhớ trong sẽ là 16 GB, với khe thẻ nhớ mở rộng microSDXC. Nó có màn hình 10.1-inch WXGA TFT với độ phân giải 1.280x800 pixel. Nó có máy ảnh trước 1.3 MP không flash và 3.15 MP máy ảnh chính. Nó có khả năng quay video HD.